# فيدران فينكو
فيدران فينكو (بالسلوفينية: Vedran Vinko)‏ هو لاعب كرة قدم سلوفيني في مركز نصف الجناح، ولد في 22 فبراير 1990 في Petišovci ‏ في سلوفينيا. شارك مع منتخب سلوفينيا تحت 21 سنة لكرة القدم. أما مع النوادي، فقد لعب مع نادي ميتز.

## وصلات خارجية
- فيدران فينكو على موقع قاعدة بيانات كرة القدم.إي يو (الإنجليزية)
- فيدران فينكو على موقع Soccerway.com (الإنجليزية)
- فيدران فينكو على موقع عالم كرة القدم.نت (الإنجليزية)